# Station Bojków Wąskotorowy
Station Bojków Wąskotorowy is een spoorwegstation in de Poolse plaats Gliwice.